# Max Gerson
Max Gerson (* 10. Oktober 1881 in Wongrowitz, Deutsches Reich; † 8. März 1959 in New York) war ein deutschamerikanischer Arzt und Erfinder der wirkungslosen Gerson-Therapie, die gegen Migräne und andere Krankheiten wie Tuberkulose und Krebs helfen sollte.

## Leben
Gerson wurde 1881 im damals zu Deutschland gehörenden Wągrowiec geboren. Er studierte Humanmedizin in Breslau, Würzburg, Berlin und Freiburg im Breisgau. Er wurde Arzt für innere Medizin und Nervenkrankheiten in Bielefeld. Im Jahr 1930 war er am Urban-Krankenhaus in Berlin tätig. Als Jude floh er 1933 aus Deutschland und emigrierte zunächst nach Wien, wo er am Westend Sanatorium arbeitete, 1935 ging er nach Frankreich und 1936 schließlich in die USA, wo er sich in New York City niederließ und US-Staatsbürger wurde. 
In New York wurde ihm 1938 die Approbation erteilt, worauf er in einer privaten Praxis seinen Arzttätigkeit aufnahm. Von 1946 bis 1950 arbeitete er im New Yorker Gotham Hospital (später umbenannt in Madison Avenue Hospital) und führte im Bundesstaat New York von 1949 bis 1959 Operationen durch. Nach Untersuchungen seiner stark kritisierten Diätformen (Gerson-Therapie) entzog ihm die New York County Medical Society 1958 die Mitgliedschaft.
Gerson starb 1959 an einer Lungenentzündung.